# Bagard
Bagard is een gemeente in het Franse departement Gard (regio Occitanie) en telt 2159 inwoners (2004). De plaats maakt deel uit van het arrondissement Alès. Bagard telde op 1 januari 2022 2.595 inwoners.

## Geografie
De oppervlakte van Bagard bedroeg op 1 januari 2022 14,55 vierkante kilometer; de bevolkingsdichtheid was toen 178,4 inwoners per km².

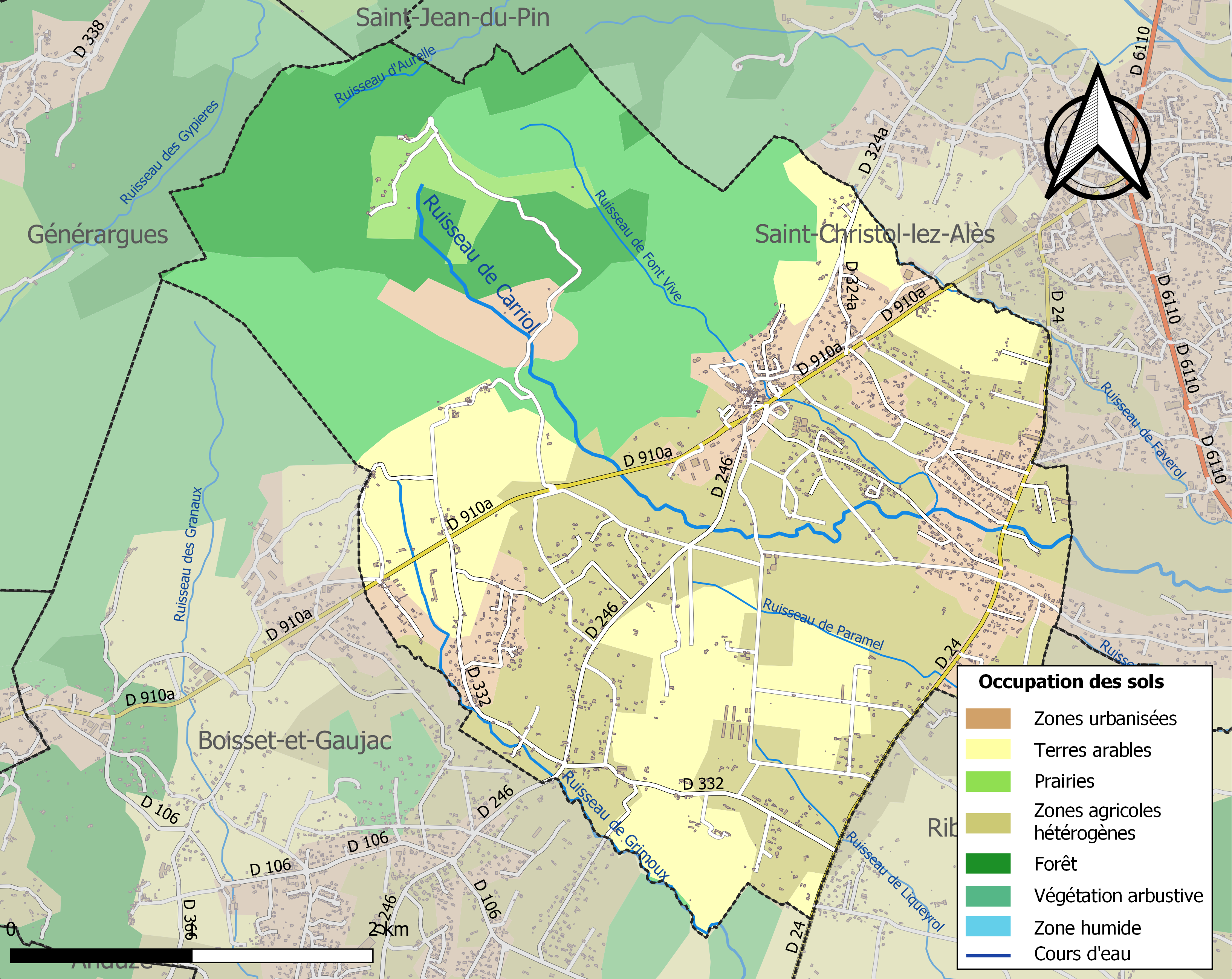
Kaart van de gemeente met belangrijkste infrastructuur, bodemgebruik en omliggende gemeenten

## Demografie
Onderstaande figuur toont het verloop van het inwonertal (bron: INSEE-tellingen).